# João Mistacão
João Mistacão ou João, o Bigodudo (em grego: Ἰωάννης ὀ Μυστάκων; romaniz.: Ioánnes o Mystákon, fl. 580–590), foi um proeminente general bizantino durante a guerra contra os persas do Império Sassânida ocorrida nos reinados dos imperadores Tibério II (r. 578–582) e Maurício (r. 582–602).

## Biografia

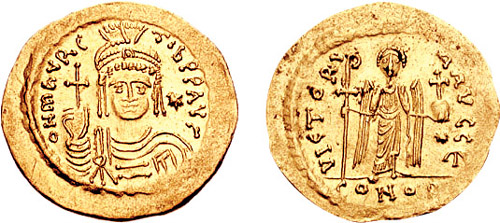
Soldo de Maurício r.

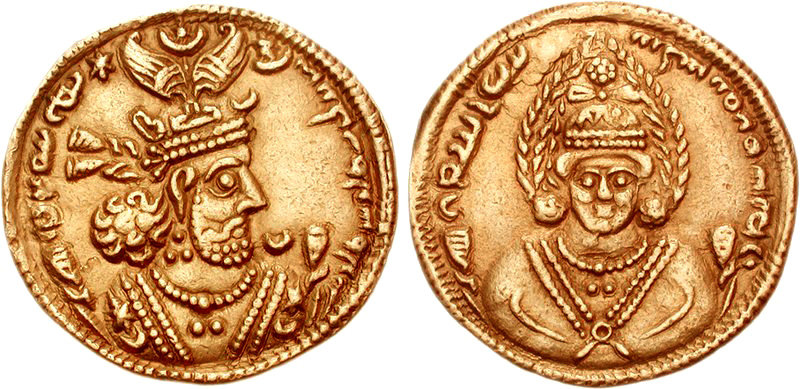
Dinar de ouro de r.

João era nativo da Trácia e esposo de Placídia, a filha de Anastácio e Juliana e parente do imperador Anastácio I (r. 491–518). Aparece pela primeira vez em 579, ao lado de Curs, quando serviu como general na Armênia. Se já não era mestre dos soldados da Armênia à época, foi elevado à posição em 582, quando foi também nomeado mestre dos soldados do Oriente pelo recém-coroado Maurício (r. 582–602).
Logo depois, possivelmente no outono de 582, lutou numa grande e acirrada batalha contra um exército sassânida comandado por Cardarigano perto da junção dos rios Ninfeu (atual Batmane) e Tigre. Nesta batalha, João comandou o centro, Curs a ala direita e Ariulfo a esquerda. Inicialmente, tudo correu bem, o centro e a esquerda conseguindo empurrar a linha persa para trás, mas Curs não conseguiu seguir o passo, supostamente por causa de sua inveja de João, provocando a derrocada do exército bizantino, que teve que fugir derrotado. Após outra derrota durante um cerco fracassado à fortaleza de Acbas, foi substituído, no final de 583, por Filípico.
Em 587, após a captura do general Casto pelos ávaros, foi enviado à Trácia com Droctulfo como comandante de um novo exército. João conseguiu levantar o cerco ávaro a Adrianópolis depois de derrotá-los numa batalha, mas se recusou a persegui-los. Em 589, estava de volta ao comando na Armênia como mestre dos soldados, um posto que deteve até uns poucos anos depois da paz de 591 com a Pérsia, quando foi substituído por Heráclio, o Velho, pai do futuro imperador Heráclio (r. 610–641). Segundo Sebeos, por esta época foi elevado ao prestigioso estatuto de patrício.
Em 589, cercou a capital armênia de Dúbio, mas abandonou-a ao saber da rebelião do general Barã Chobim contra o xá Hormisda IV (r. 579–590). Aproveitando-se da guerra civil, atacou a região do Azerbaijão e capturou uma grande quantidade de espólios e escravos. No outono de 590, recebeu notícias da situação na Pérsia de Bindoes e enviou-as ao imperador. Recebeu ordens de Maurício para se unir a Narses e ajudar a restaurar o legítimo Cosroes II (r. 590–628) ao trono. No verão de 591, deixou a Armênia com as tropas locais e uniu-se a Narses contra Barã. Liderou as tropas armênias na decisiva Batalha do Blaratão na qual as forças de João e Narses e os persas sob Cosroes derrotaram Barã e asseguraram o trono persa para Cosroes. Apesar de ter ajudado Cosroes, as fontes afirmam que João questionava sua aptidão para ser rei.